# Cap Blanc (Mauritània)
El cap Blanc, localment anomenat cap de Nouadhibou (àrab: رأس نواذيبو, Raʾs Nuāḏībū; francès: Cap Blanc), és un cap de la costa atlàntica de Mauritània i el Sàhara Occidental; d'aquest darrer territori en marca l'extrem sud. Es troba a l'extrem meridional de la península del Cap Blanc.
El nom li fou donat el 1441 a causa d'uns puigs rocosos blancs vistos per un navegant portuguès la identitat del qual és objecte de discussió, ja que segons les fonts podria ser Nuno Tristão, Gonçalo de Sintra i Dinis Dias (junts), o bé Antão Gonçalves.